# Grézieux-le-Fromental
 Grézieux-le-Fromental  es una localidad y comuna francesa, en la región de Ródano-Alpes, departamento de Loira, en el distrito y cantón de Montbrison.
Su población en el censo de 1999 era de 105 habitantes.
Está integrada en la Communauté d'agglomération Loire-Forez.

## Demografía
| 109 | 89 | 83 | 83 | 115 | 105 |
| Para los censos de 1962 a 1999 la población legal corresponde a la población sin duplicidades (Fuente: INSEE [Consultar]) |    |    |    |     |     |